# Nauki o zdrowiu
Nauki o zdrowiu – grupa dyscyplin naukowych, których przedmiotem zainteresowania są badania nad praktykowaniem szeroko rozumianych medycznych zawodów regulowanych w ochronie zdrowia, innych niż lekarz, lekarz dentysta i farmaceuta, takich jak: pielęgniarstwo, położnictwo, elektroradiologia, diagnostyka laboratoryjna, fizjoterapia, ratownictwo medyczne, dietetyka, higiena stomatologiczna, optometria, protetyka słuchu, administracja ochrony zdrowia itp.
Według definicji zaproponowanej przez Lesława Niebroja, do nauk o zdrowiu nie powinno się zaliczać metanauk medycznych, takich jak historia medycyny, socjologia medycyny czy psychologia medycyny. W literaturze anglojęzycznej health science jest bliskie pojęciu nauk medycznych.
Nauki o zdrowiu wraz z naukami farmaceutycznymi, naukami medycznymi, naukami o kulturze fizycznej oraz biologią medyczną tworzą w polskim systemie klasyfikacji nauk dziedzinę nauk medycznych i nauk o zdrowiu, natomiast medycyna weterynaryjna należy do odrębnej dziedziny nauk weterynaryjnych.